# Regeringen Åkerhielm
Regeringen Åkerhielm var Sveriges Regering fra 1889 til 1891. Ministeriet var udnævnt af  kong Oscar 2. af Sverige. 

## Statsminister
Gustaf Åkerhielm var statsminister og leder af Kunglig Majestäts kansli.

## Andre ministre

### Justitsministre
- August Östergren (1889–1896)

### Udenrigsministre
- Carl Lewenhaupt (1889–1895)

### Ecklesiastikministre
- Gunnar Wennerberg (1888–1891)